# Libreta de matrimonio

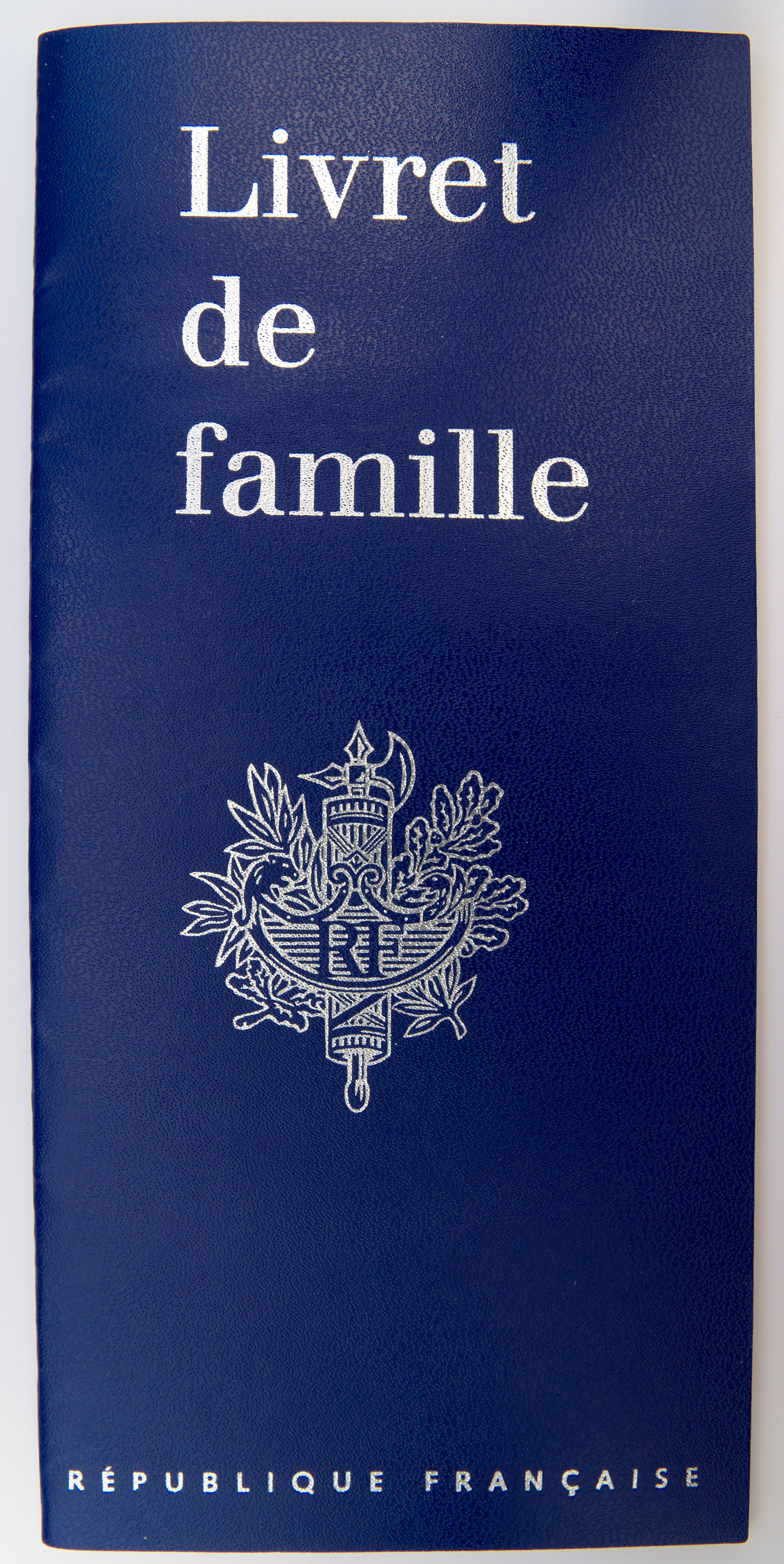
Libreta de familia francesa (2005)

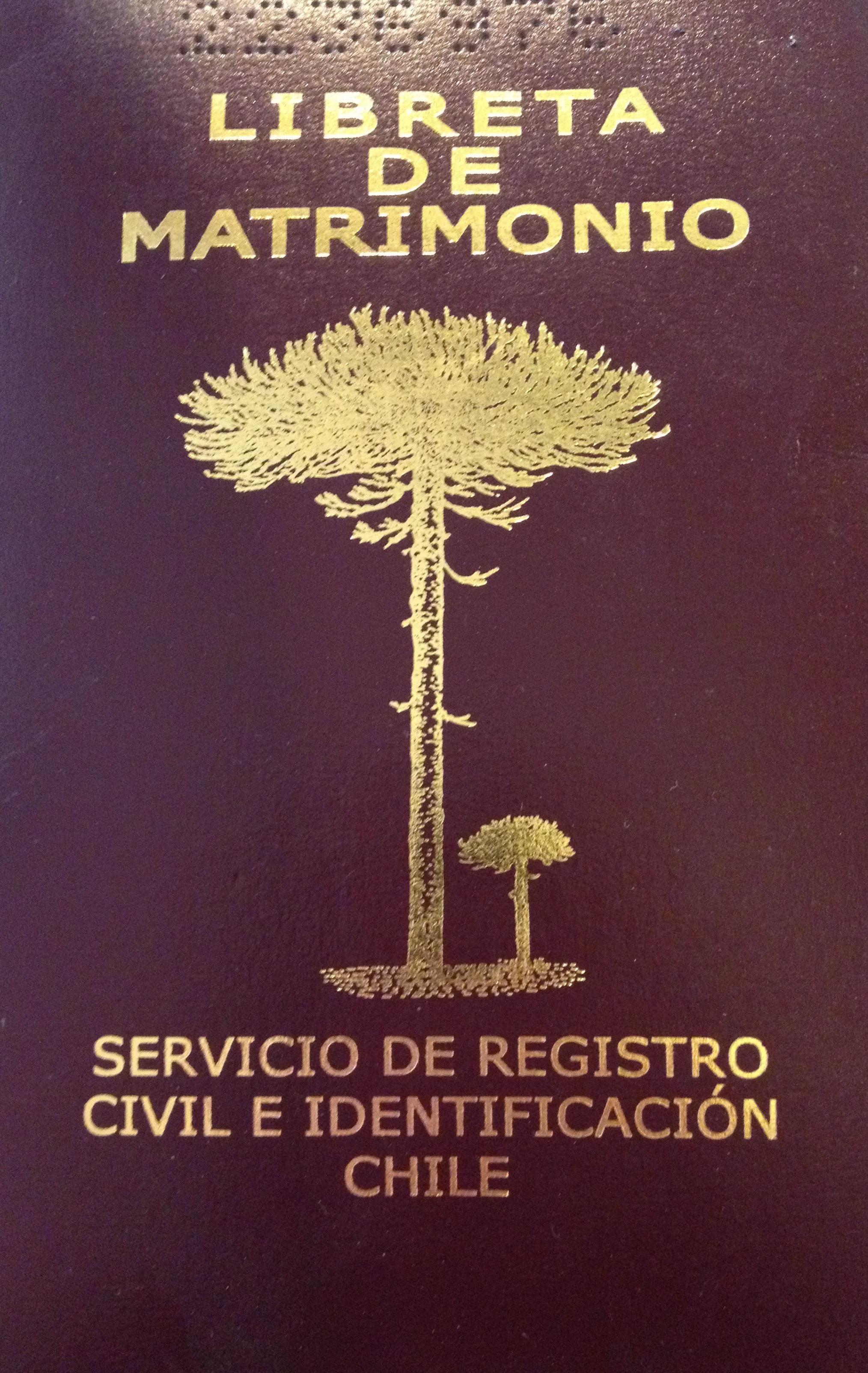
Libreta de matrimonio chilena (2012)

La libreta de matrimonio, libreta de familia o libreta de casamiento es un documento dual emitido por algunos países para las parejas que contraen matrimonio o una unión civil. Por lo general es entregada al final de la ceremonia de boda de matrimonio civil y se utiliza como un simbolismo de la unión conyugal, además de registrar todas las situaciones de parentesco, como los hijos nacidos vivos o adoptados y la defunción de ellos o de uno de los contrayentes, como también el divorcio o nulidad matrimonial. Se emite una sola vez, pero debido al desgaste del material con el paso de los años, puede ser renovable, incorporándole la misma información y quedando anulada la anterior. Para evitar esta situación, en la actualidad los países emisores de este tipo de documentos están aumentando las medidas de seguridad y de calidad de la libreta, haciéndola de similares características que un pasaporte biométrico. La libreta de matrimonio no reemplaza al acta o partida de matrimonio, documento que certifica que una pareja está legalmente casada. Dependiendo del ordenamiento jurídico de cada país, puede cumplir otras funciones de mayor relevancia, como servir de registro de residencia de los ciudadanos o documento electoral, como es el caso en algunos países de Asia. En Europa y América Latina, la libreta de familia cumple principalmente un fin simbólico y es utilizado como prueba del matrimonio para asuntos sociales, religiosos o en algunas situaciones judiciales del derecho de familia. Asimismo, puede ser utilizado como una forma más sencilla de demostrar la custodia legal de los hijos menores de edad, a diferencia de los documentos notariales, en casos como por ejemplo, la salida de los hijos al extranjero.
Para el caso de emigrantes por razones políticas o conflictos bélicos, se ha visto que este tipo de documentos facilita los trámites para beneficios bajo el derecho a la reagrupación familiar, como también al asilo humanitario en países que les otorgan este tipo de asistencias a inmigrantes y sus familias.

## Países emisores en la actualidad
- Alemania: El Libro de Registro Familiar (Familienstammbuch en alemán) es una libreta tipo álbum donde se recopilan los documentos individuales referentes a los asuntos familiares de las personas (nacimiento y bautismo de los hijos, matrimonio civil y/o religioso, defunción de los integrantes de la familia, etc). La obtención del libro es voluntaria.
- Argelia: Libreta de Familia.
- Argentina: Libreta de Casamiento.
- Bélgica: Carnet de matrimonio.
- Bolivia: Libreta de Familia.
- Chile: Emite libretas diferentes para matrimonio (rojo) y Acuerdo de Unión Civil (azul).
- China: El Hukou es un sistema de registro familiar y de residencia de los habitantes de la República Popular China y también de Taiwán, administrados de manera separada.
- Corea del Norte: El Hojuje es el sistema histórico de registro familiar de Corea por matrimonio, pero fue abolido en Corea del Sur en 2005.
- Emiratos Árabes Unidos: Libro de Familia.
- Francia: Libreta de Familia (Livret de familie en francés).
- Indonesia: La Tarjeta Familiar (Kartu Keluarga en indonesio) es un documento que pese a que es llamado como tarjeta, es más bien un certificado de gran tamaño impreso en papel, donde se inscribe la residencia y los vínculos de parentesco entre los miembros de una familia.
- Irán: El Shenasnameh es un documento completo que incluye los antecedentes personales, familiares y electorales de los iraníes.
- Japón: El Koseki es el documento de registro familiar más antiguo del mundo.
- Luxemburgo: El Libro de Familia (Familljebuch en luxemburgués), es un documento emitido después de la boda civil donde se inscriben a los cónyuges y sus hijos.
- Marruecos: Libreta de Familia.
- Países Bajos: La Libreta de Matrimonio (Trouwboekje en neerlandés) no es obligatoria y reúne todos los documentos de asuntos familiares de los ciudadanos, como los nacimientos, bautismos, matrimonio civil y religioso, defunciones, etc.
- Paraguay: Libreta de Familia.
- Rumania: Libreta de Familia (Livret de familie en rumano).
- Senegal: Libreta de Familia  (Livret de familie en francés).
- Siria: Libreta de Familia.
- Tailandia: El Libro de Registro de Hogar (Tabien Baan en tailandés) es una libreta de color azul para nacionales y amarilla para extranjeros, donde se registra los habitantes de un hogar y sus vínculos familiares. También es utilizado para asignar el distrito electoral y el distrito militar para los hombres tailandeses que deben hacer su servicio militar, así como para obtener beneficios tributarios y sociales estatales exclusivos para parejas casadas y/o con hijos.[4]
- Uruguay: Libreta de Matrimonio.
- Vietnam: El Registro de Hogares (Hộ khẩu en vietnamita) es un documento similar al sistema chino y japonés, donde se registran los habitantes de una vivienda y sus vínculos de parentesco, entre otros datos de índole familiar.

## Antiguos emisores
- Alemania: El Familienbuch era un documento de registro familiar emitido entre 1938 y 2009, siendo reemplazado por el Libro de Registro Familiar (Stammbuch der Familie), de características diferentes y de obtención voluntaria.
- Corea del Sur: Pese a que el sistema histórico de registro familiar coreano, llamado Hojuje, fue abolido en Corea del Sur en 2005, fue reemplazado en 2008 por el «Registro de relaciones familiares» (가족관계등록부 en coreano), un certificado de inscripción de los miembros de un hogar.
- España: El Libro de Familia fue emitido hasta el 30 de abril de 2021, cuando fue sustituido por un registro individual electrónico.[5]
- Suiza: La libreta de familia (Familienbüchlein) fue emitida hasta 2005, cuando fue reemplazada solo por el certificado de matrimonio (Familienausweis en alemán).
- Unión Soviética: La Propiska era un documento usado como «pasaporte interno» para un registro de residencia fija y permanente, que incluía a los miembros de la familia, siendo considerado como una medida de control estatal que atentaba la libertad de circulación.